# Polyosma amygdaloides
Polyosma amygdaloides är en tvåhjärtbladig växtart som beskrevs av John Raymond Reeder. Polyosma amygdaloides ingår i släktet Polyosma och familjen Escalloniaceae. Inga underarter finns listade i Catalogue of Life.